# 1551 Argelander
Az 1551 Argelander (ideiglenes jelöléssel 1938 DC1) a Naprendszer kisbolygóövében található aszteroida. Yrjö Väisälä fedezte fel 1938. február 24-én, Turkuban. Ezért nem meglepő, hogy a Turkui Csillagvizsgáló egykori igazgatójáról, Friedrich Wilhelm Argelander német csillagászról nevezte el.